# Phryganella marinus
Phryganella marinus is een soort in de taxonomische indeling van de Amoebozoa. Deze micro-organismen hebben geen vaste vorm en hebben schijnvoetjes. Met deze schijnvoetjes kunnen ze voortbewegen en zich voeden. Het organisme komt uit het geslacht Phryganella en behoort tot de familie Phryganellidae. Phryganella marinus werd in 1971 ontdekt door Chardez.